# Conniella
Conniella  es un género de peces de la familia de los Labridae y del orden de los Perciformes.

## Especies
De acuerdo con FishBase:
- Conniella apterygia Allen, 1983[3]